# Elminae
Elminae  (лат.) — подсемейство жуков из семейства речников.

## Описание
Покровы тела очень сильно склеротизированы, а голова способна втягиваться в переднегрудь.

## Экология
Обитают как правило в ручьях и реках, реже по берегам озёр. Предпочитают песчаные, гравийные или каменистые субстраты. Виды рода Graphelmis и некоторые виды Macronychus строго связаны с упавшей в воду древесиной. Их можно встретить на глубине до 10 м и более.

## Классификация
Подсемейство объединяет около 1200 видов в 120 родах
- триба: Ancyronychini Ganglbauer, 1904
  - Ancyronyx Erichson, 1847[5][6][7][8]
- триба: Elmini Curtis, 1830
  - Ampumixis Sanderson, 1954
  - Amrishelmis Makhan, 2007
  - Aschnaelmis Makhan, 2008
  - Atractelmis Chandler, 1954
  - Cleptelmis Sanderson, 1954
  - Cylloepus Erichson, 1847
  - Dubiraphia Sanderson, 1954
  - Elmis Latreille, 1802
  - Gonielmis Sanderson, 1954
  - Graphelmis Delève, 1968
  - Heterelmis Sharp, 1882
  - Heterlimnius Hinton, 1935
  - Hexacylloepus Hinton, 1940
  - Huleechius Brown, 1981
  - Macrelmis Motschulsky, 1859
  - Microcylloepus Hinton, 1935
  - Narpus Casey, 1893
  - Neocylloepus Brown, 1970
  - Neoelmis Musgrave, 1935
  - Optioservus Sanderson, 1954
  - Ordobrevia Sanderson, 1953
  - Oulimnius Gozis, 1886
  - Promoresia Sanderson, 1954
  - Rhizelmis Chandler, 1954
  - Stenelmis Dufour, 1835
  - Xenelmis Hinton, 1936
- триба: Macronychini Curtis, 1830
  - Macronychus Müller, 1806
  - Zaitzevia Champion, 1923
- Неопределённые
  - Dupophilus Mulsant & Rey, 1872
  - Esolus Mulsant & Rey, 1872
  - Grouvellinus Champion, 1923
  - Hintonelmis Spangler, 1966
  - Limnius Illiger, 1802
  - Luchoelmis Spangler & Staines, 2004
  - Normandia Pic, 1900
  - Portelmis Sanderson, 1953
  - Riolus Mulsant & Rey, 1872